# ダニエル・ハンティントン
ダニエル・ハンティントン（Daniel Huntington、1816年10月4日 - 1906年4月19日）はアメリカ合衆国の画家である。肖像画家として知られる。ニューヨークの美術学校、ナショナル・アカデミー・オブ・デザインの校長を務めた。

## 略歴
ニューヨークに生まれた。父親は法律家で、父方の祖父、ベンジャミン・ハンティントンは1775年からの第2回大陸会議にコネチカット州代表で参加した人物であり、母方の祖父、ジェディディア・ハンティントンは独立戦争の将軍であった人物である。
1833年から1835年の間、ハミルトン・カレッジで学んだ。肖像画家のエリオット（Charles Loring Elliott:1812–1868)と知り合い画家になることを勧められた。1835年からナショナル・アカデミー・オブ・デザインの初代校長のサミュエル・モールス、副校長のヘンリー・インマン(1801-1846)に学んだ。1836年にナショナル・アカデミー・オブ・デザインの展覧会に出展した。その後、ハドソン・リバー派の影響を受けた風景画を描いた。1839年からイギリス、ローマ、フィレンツェ、パリを後輩の画家、ヘンリー・ピータース・グレイ(1819-1877)と旅した。1840年にアメリカに戻った後、画家として高い評価を得て、肖像画家として働いた。1844年から1846年の間はローマ、1851年から1859年にはイギリスに滞在した。歴史に題材を得た作品も描いた。1862年から1870年の間と1877年から1891年の間、ナショナル・アカデミー・オブ・デザインの校長を務めた。メトロポリタン美術館の副館長も務めた。

## 作品

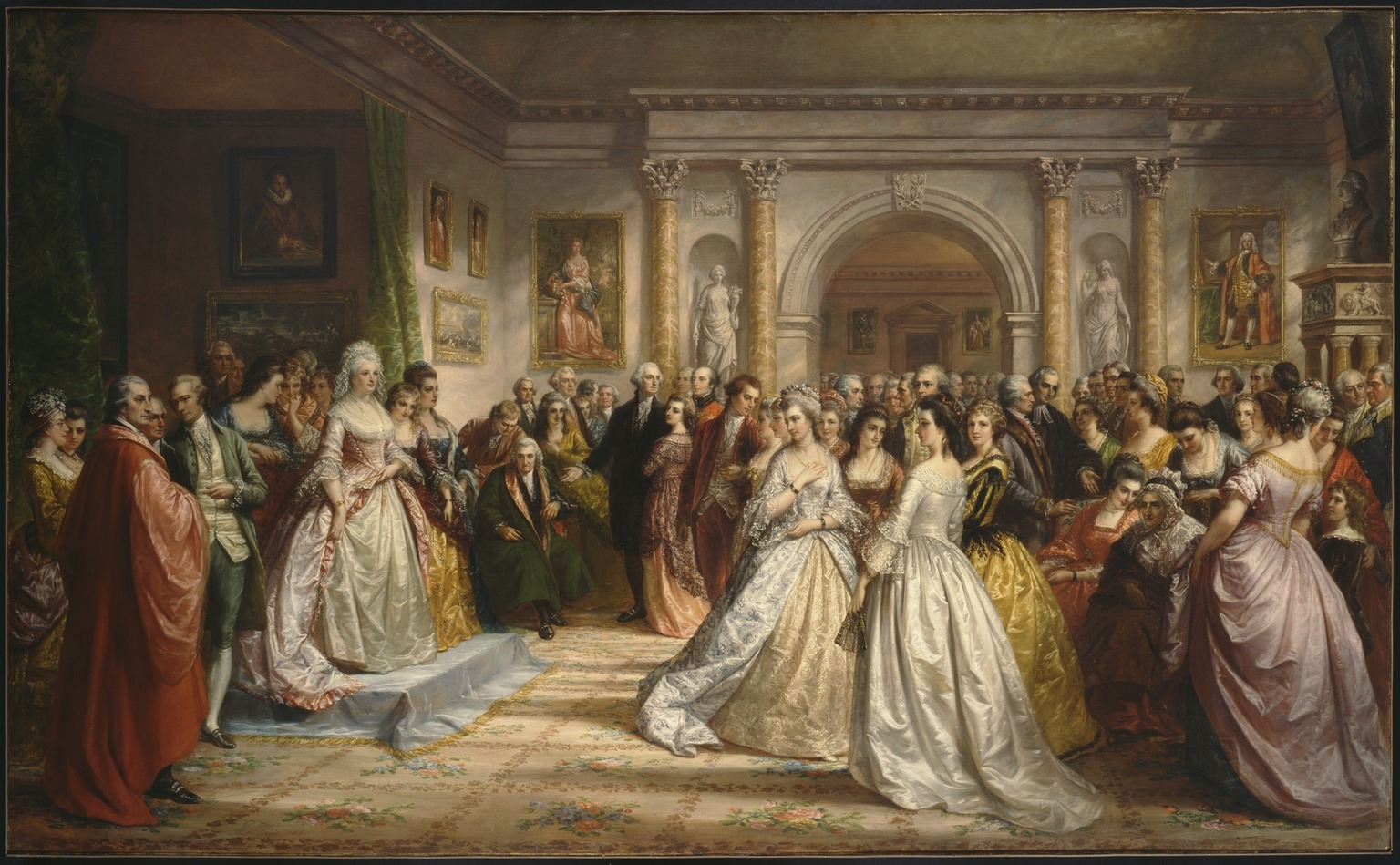
ワシントン大統領夫人の接見日(c.1861) ブルックリン美術館
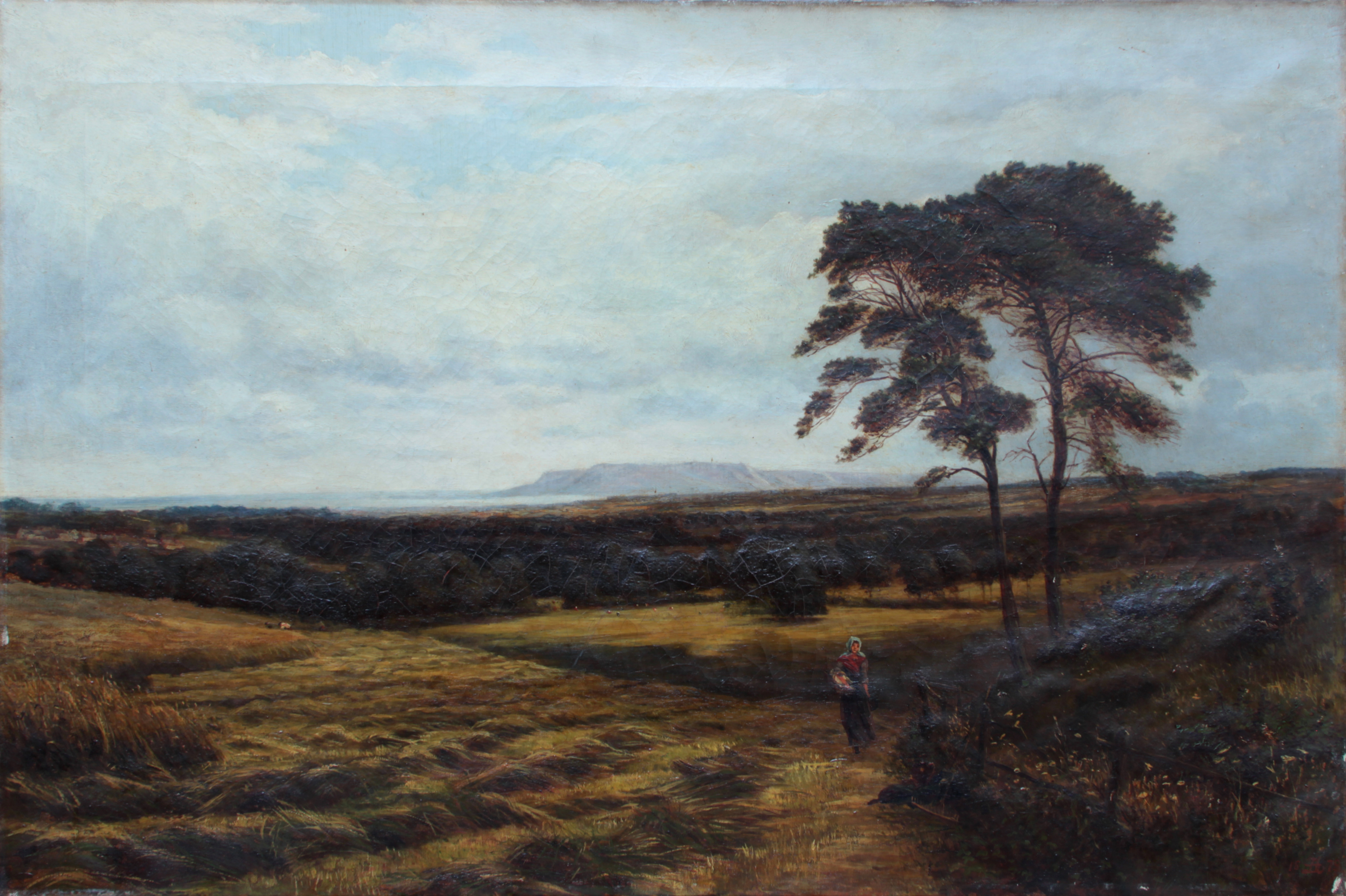
収穫する農夫に食事を運ぶ女性
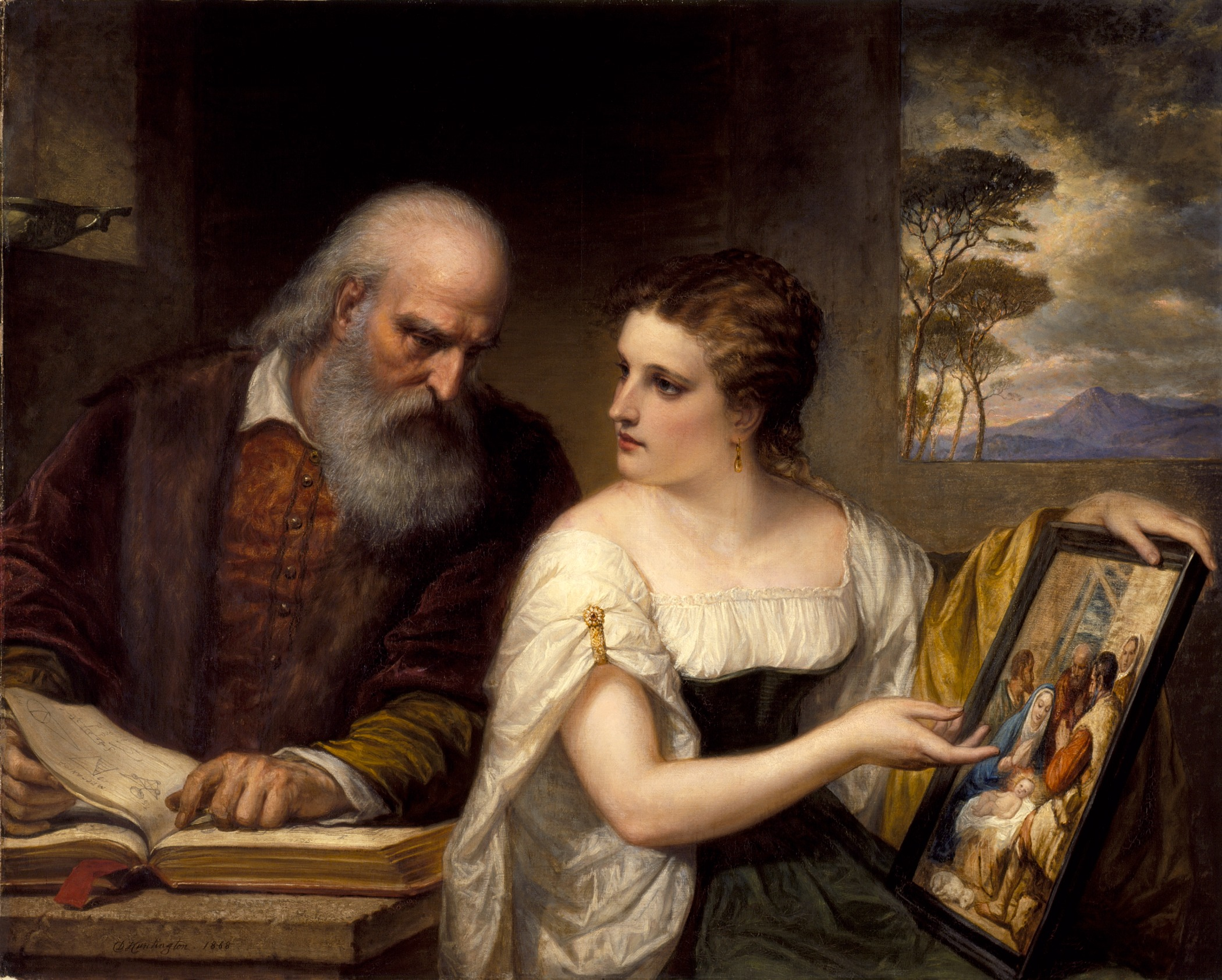
Philosophy and Christian Art (1868)

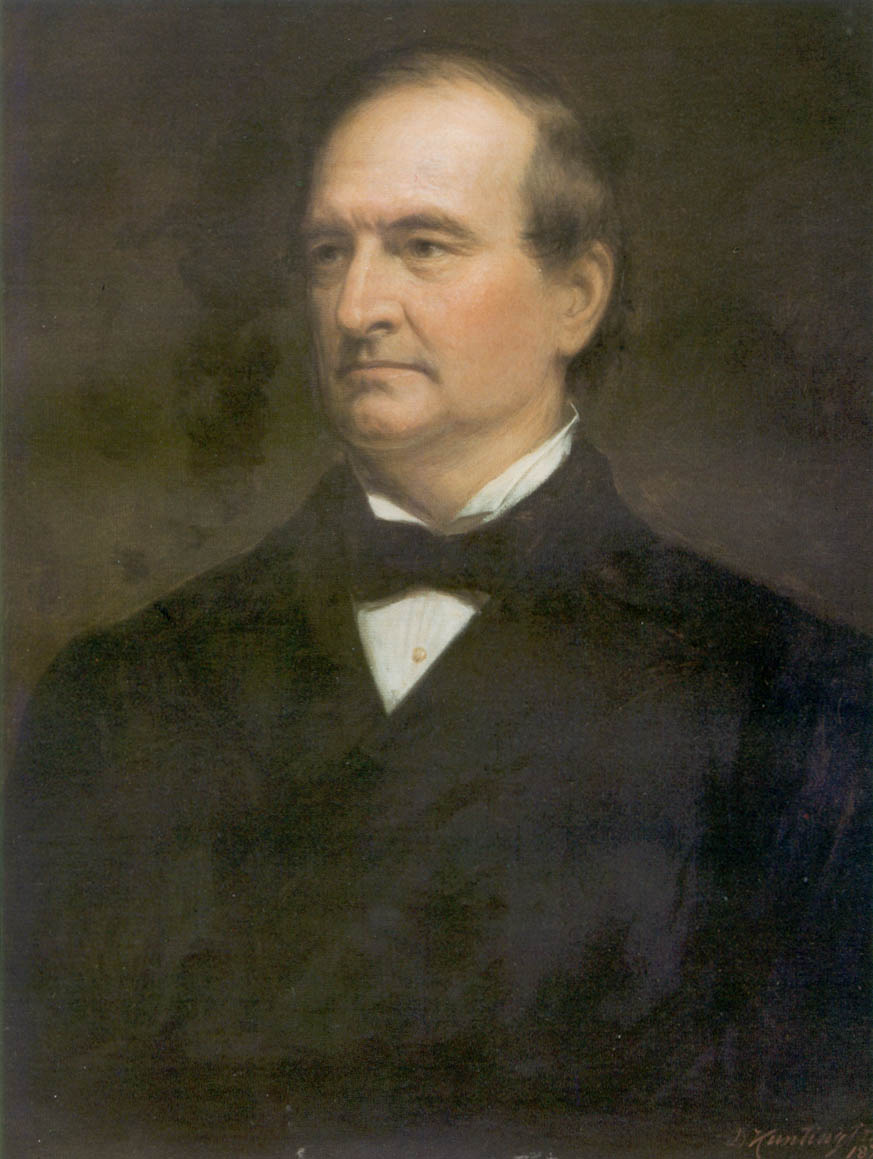
アルフォンソ・タフト-合衆国陸軍長官
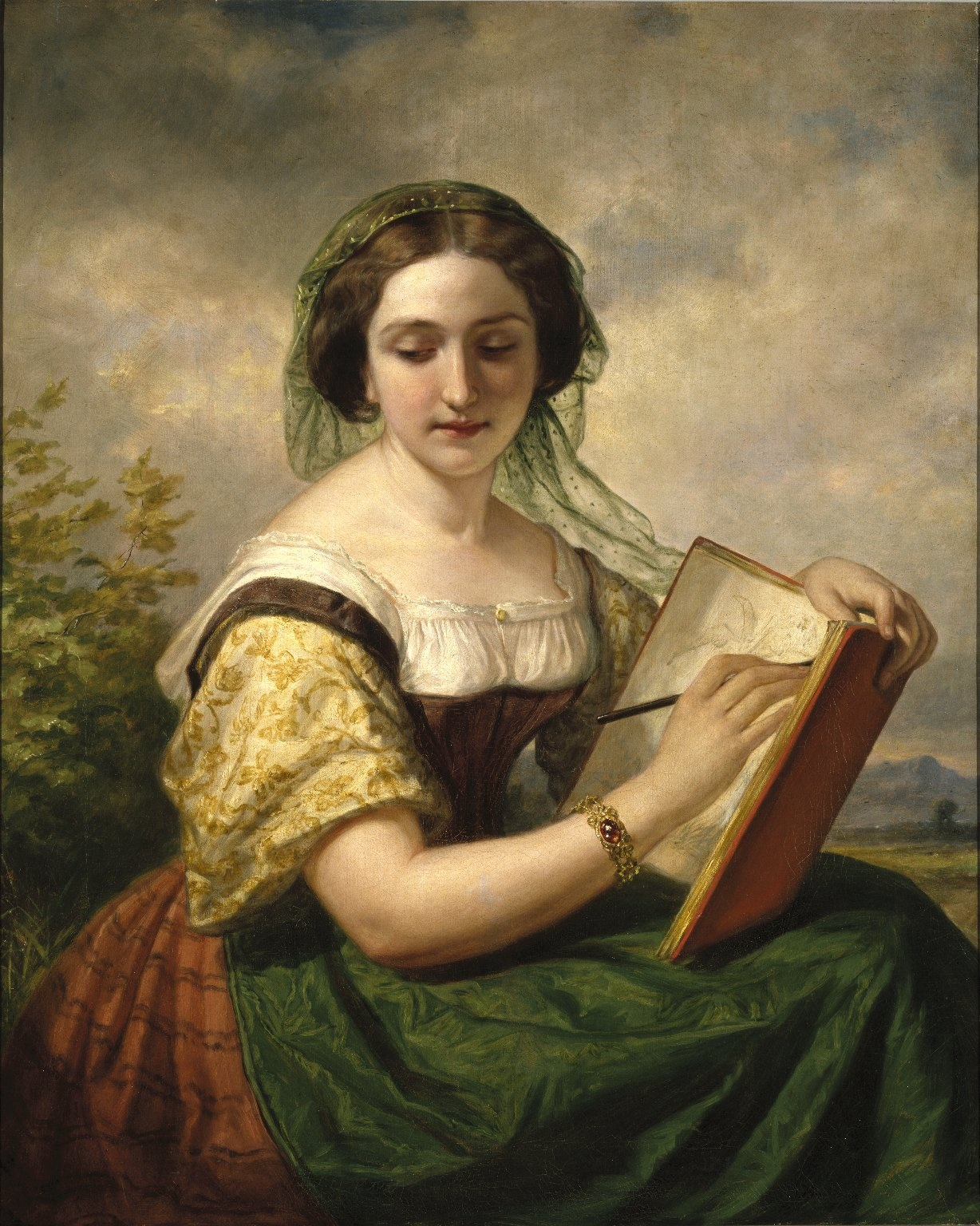
"The Sketcher: A Portrait of Mlle Rosina, a Jewess"(1858) ブルックリン美術館
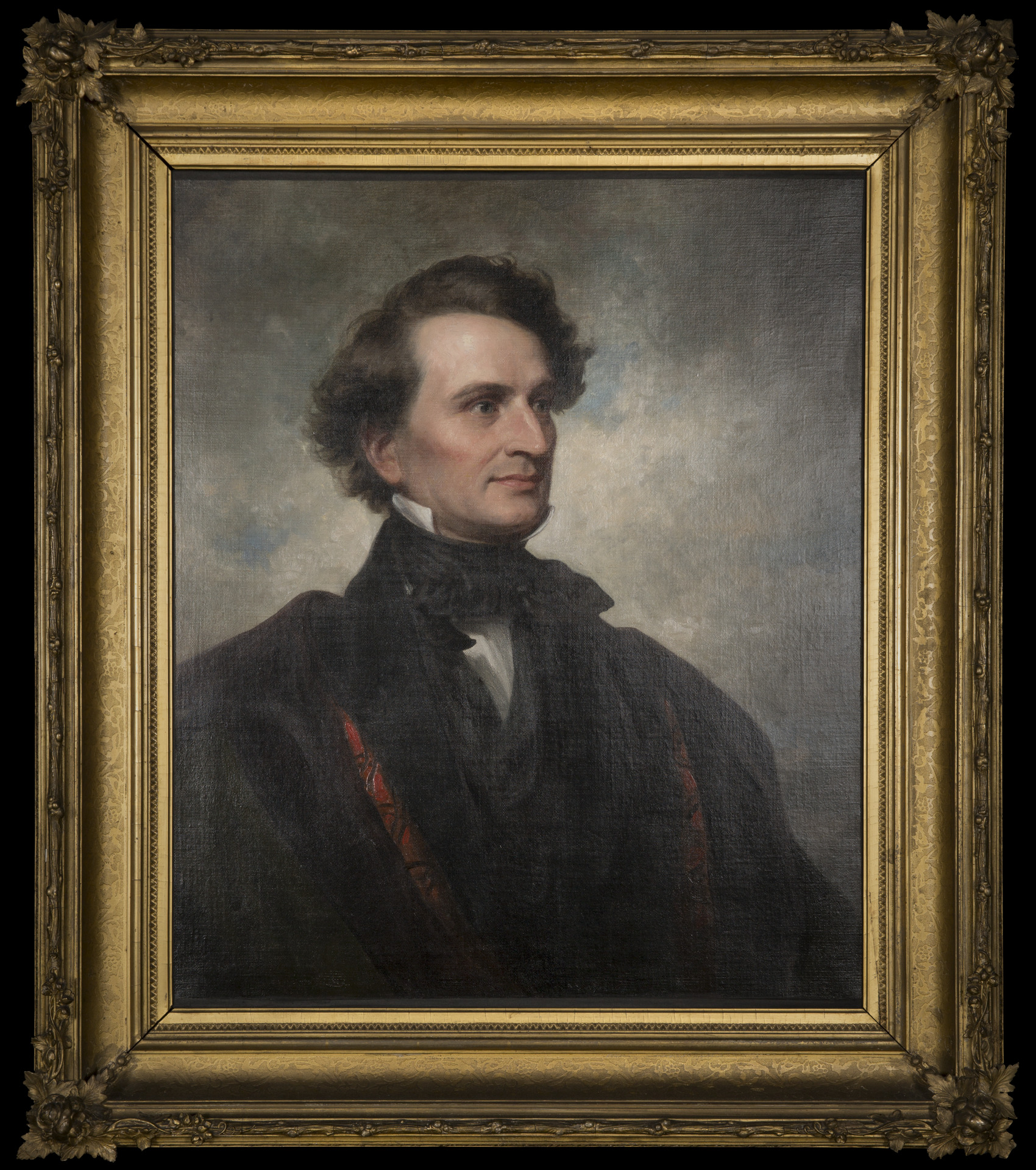
ジェームズ・デーナ-地質学者
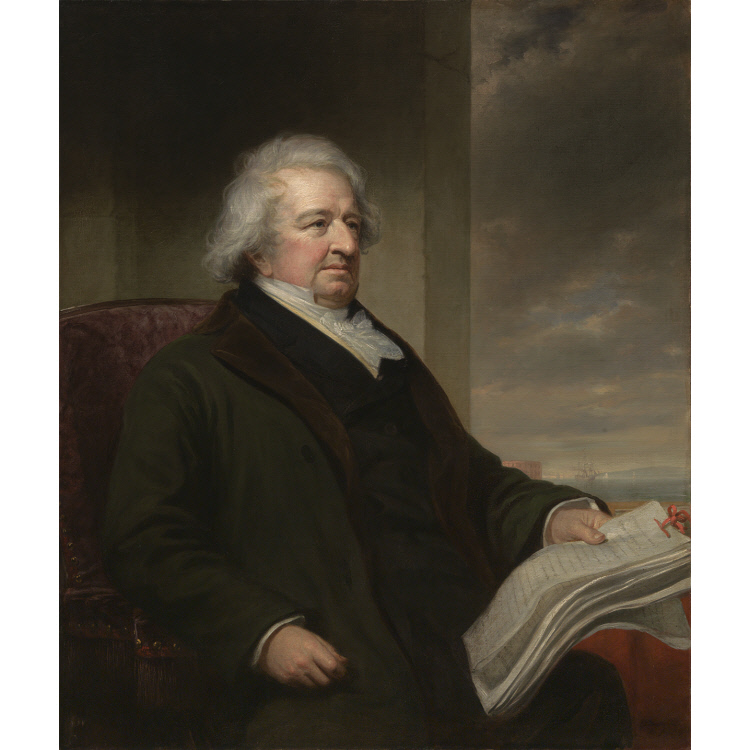
Gulian Crommelin Verplanck-作家･政治家 (1857) 国立肖像画美術館